# Rökpipa

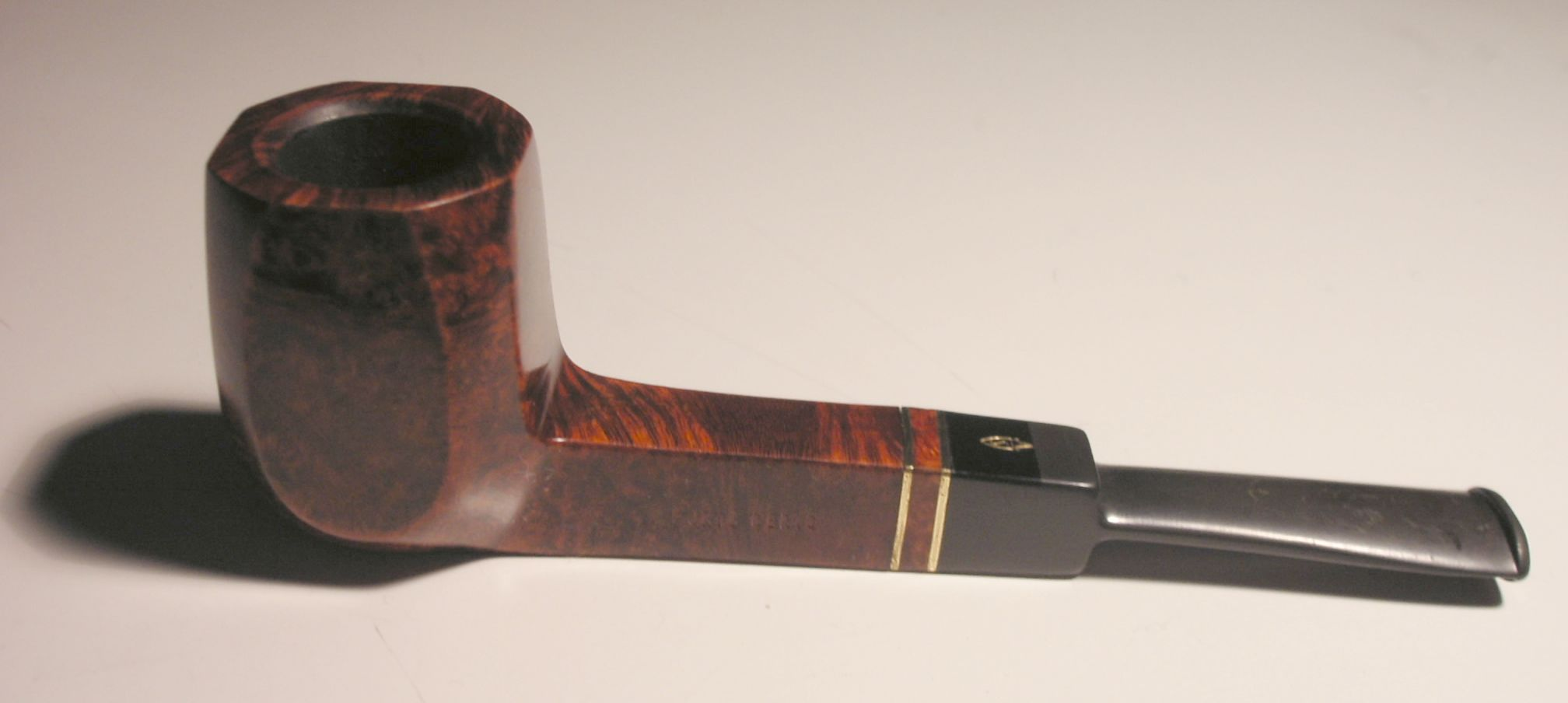
Tobakspipa

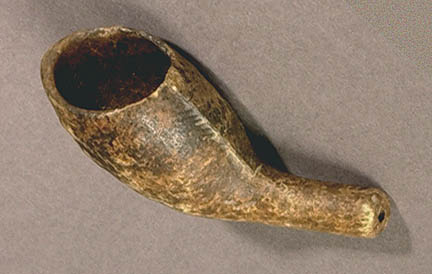
Kritpipa från 1700-talet.

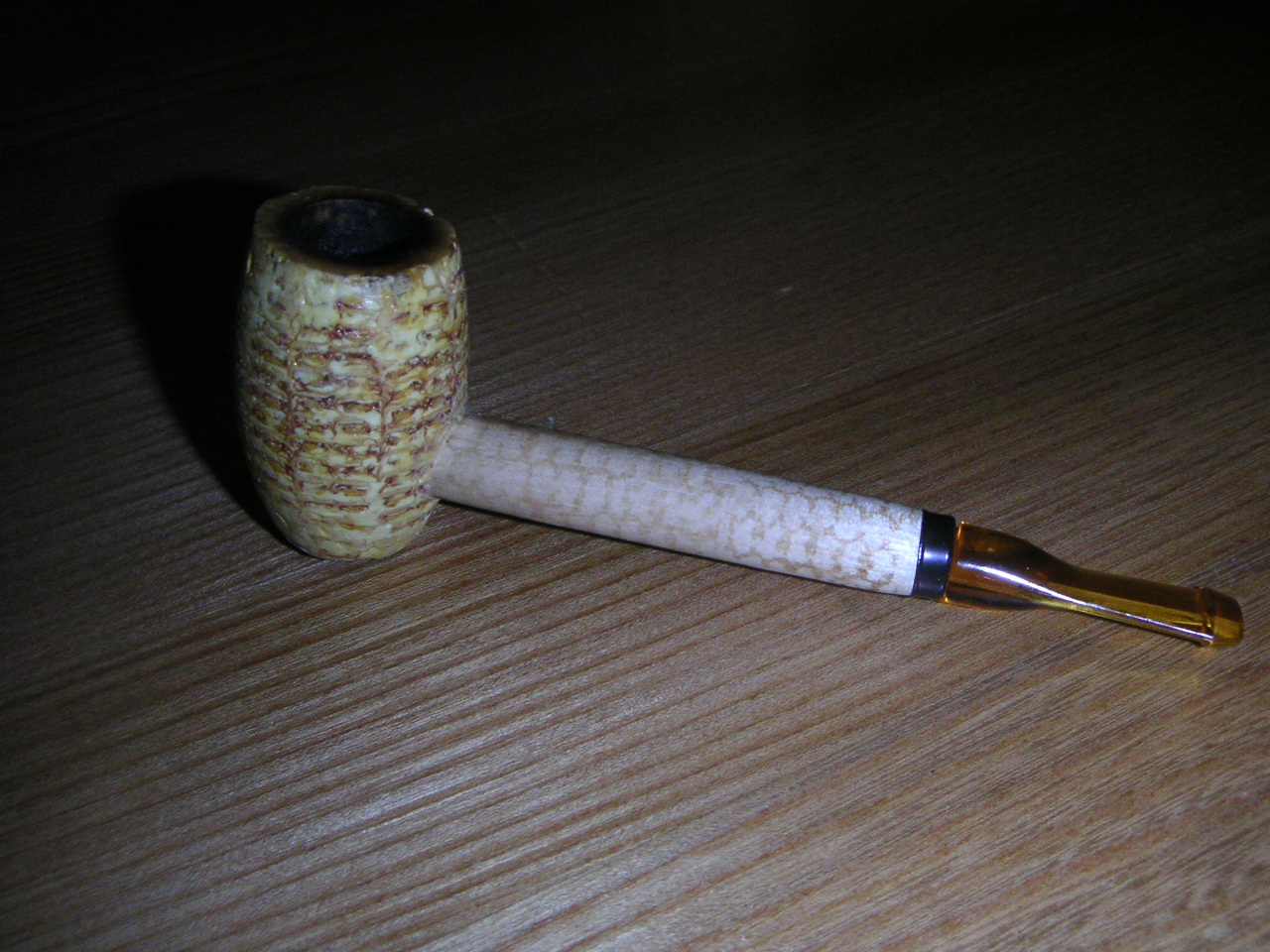
Majspipa

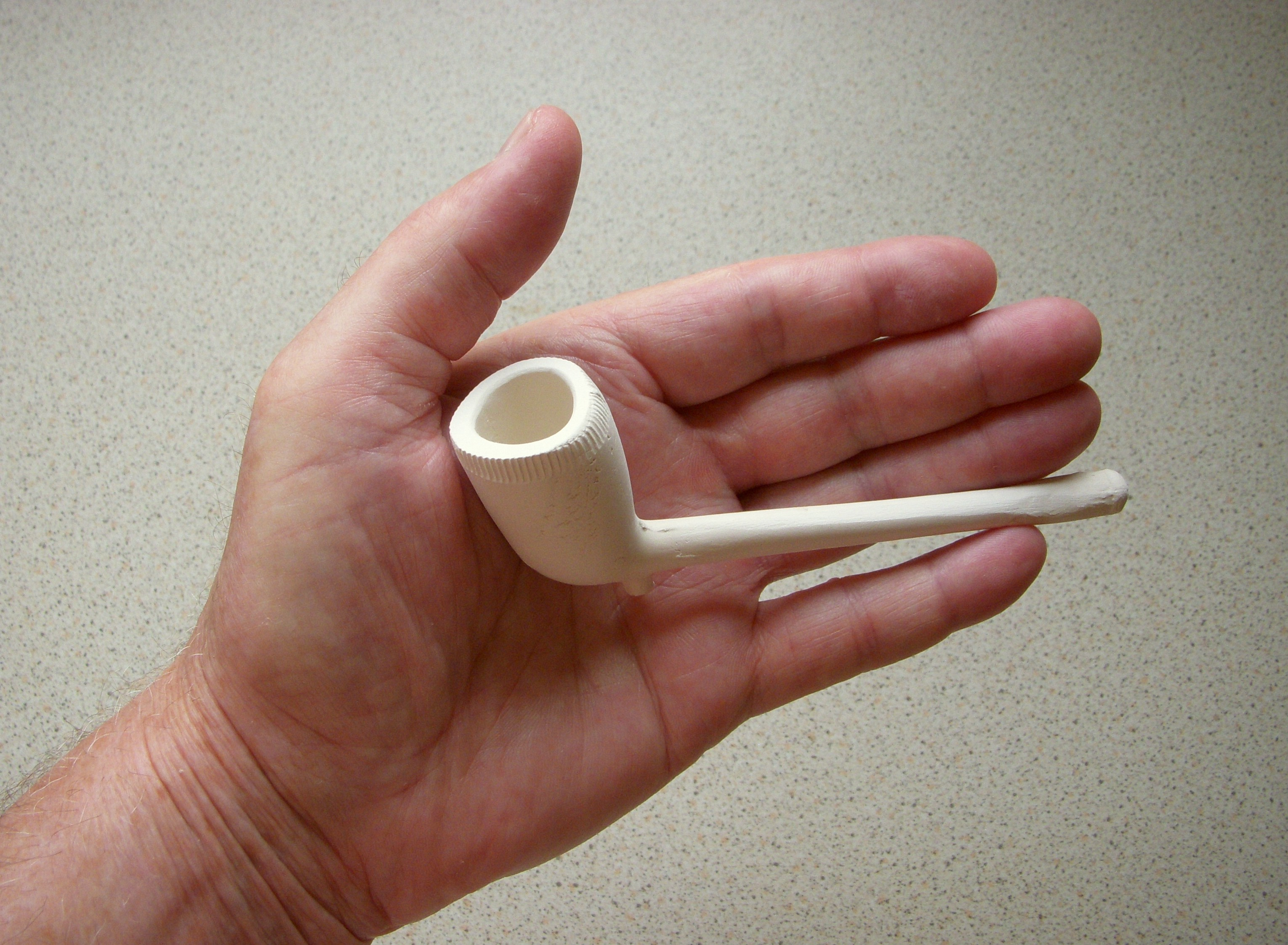
1800-tals kritpipa nytillverkad på Tobaks- och tändsticksmuseum på Skansen.

Rökpipa eller tobakspipa, vardagligt snugga, används för att röka tobak, men även för att röka andra droger som cannabis och opium.

## Olika typer av tobakspipor

### Kritpipa
Även kallad lerpipa och under 1600-talet och större delen av 1700-talet helt enkelt tobakspipa. Den vanligaste typen av pipa från mitten av 1570-talet och fram till mitten av 1800-talet då pipor av andra material, cigarrer och cigaretter gradvis blev allt populärare. Ett vanligt missförstånd i Sverige är att piporna tillverkats av krita. De vita piporna tillverkas av piplera medan röda lerpipor tillverkas av rödbrännande, ofta lokala leror. Svarta lerpipor tillverkas av rödbrännande eller piplera genom så kallad reducerad bränning.
I Sverige skedde den första kända tillverkningen av kritpipor i Stockholm med början år 1710 i en fabrik som ägdes av Carl Aspegren. Aspegren fick exklusiva privilegier för tillverkning av tobakspipor redan år 1708. Den äldsta kritpipan som hittats vid arkeologiska utgrävningar i Sverige har daterats till 1580-talet och hittades i Norrköping.
En kritpipa är skör, och håller sällan om den tappas i marken.
Vid arkeologiska utgrävningar av tidigmoderna lokaler är kritpipor ett av de vanligast förekommande fynden. Inom arkeologin används piporna främst för att datera fyndkontexter. Detta är möjligt eftersom formen på ett piphuvud från en pipa som tillverkades på 1620-talet är av mindre storlek och av annorlunda form än piphuvuden som tillverkats på 1650-talet. Omfattande typologier och listor med kända tillverkarstämplar som ofta återfinns på piphuvudenas klack, sporre, huvud eller skaft används för att ta reda på när och var pipor tillverkats, men även en dekor kan användas för datering. Att piporna är sköra och var relativt billiga att ersätta har lett till att trasiga pipor blev kasserade och därmed en del av det arkeologiska materialet i relativt snar anslutning till deras tillverkningsdatum. Eftersom piporna är tillverkade av bränd lera klarar de depositionsförhållanden som för många andra material hade varit besvärliga.

### Majspipa
Majspipor är gjorda som namnet antyder av majskolvar, och de är billigare än övriga tobakspipor. Majskolvarna torkas först i två år innan de urholkas och sågas till piplängder, för att sedan göras om till pipor. Den äldsta och största tillverkaren av majspipor är Missouri Meerschaum.

### Sjöskumpipa

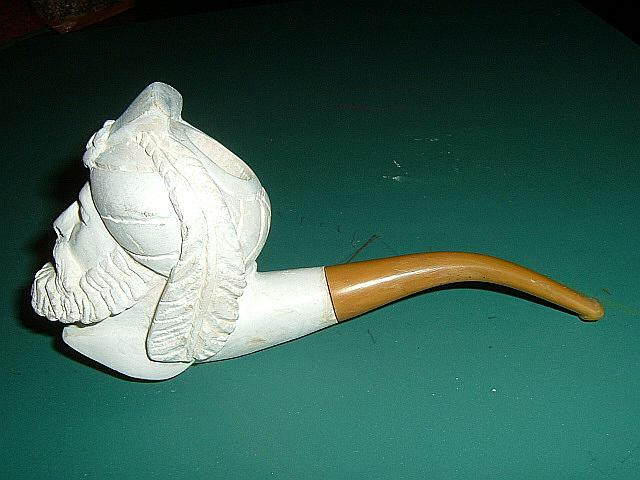
En sjöskumspipa.

Pipor kan vara gjorda av mineralet sjöskum.

### Trädljung

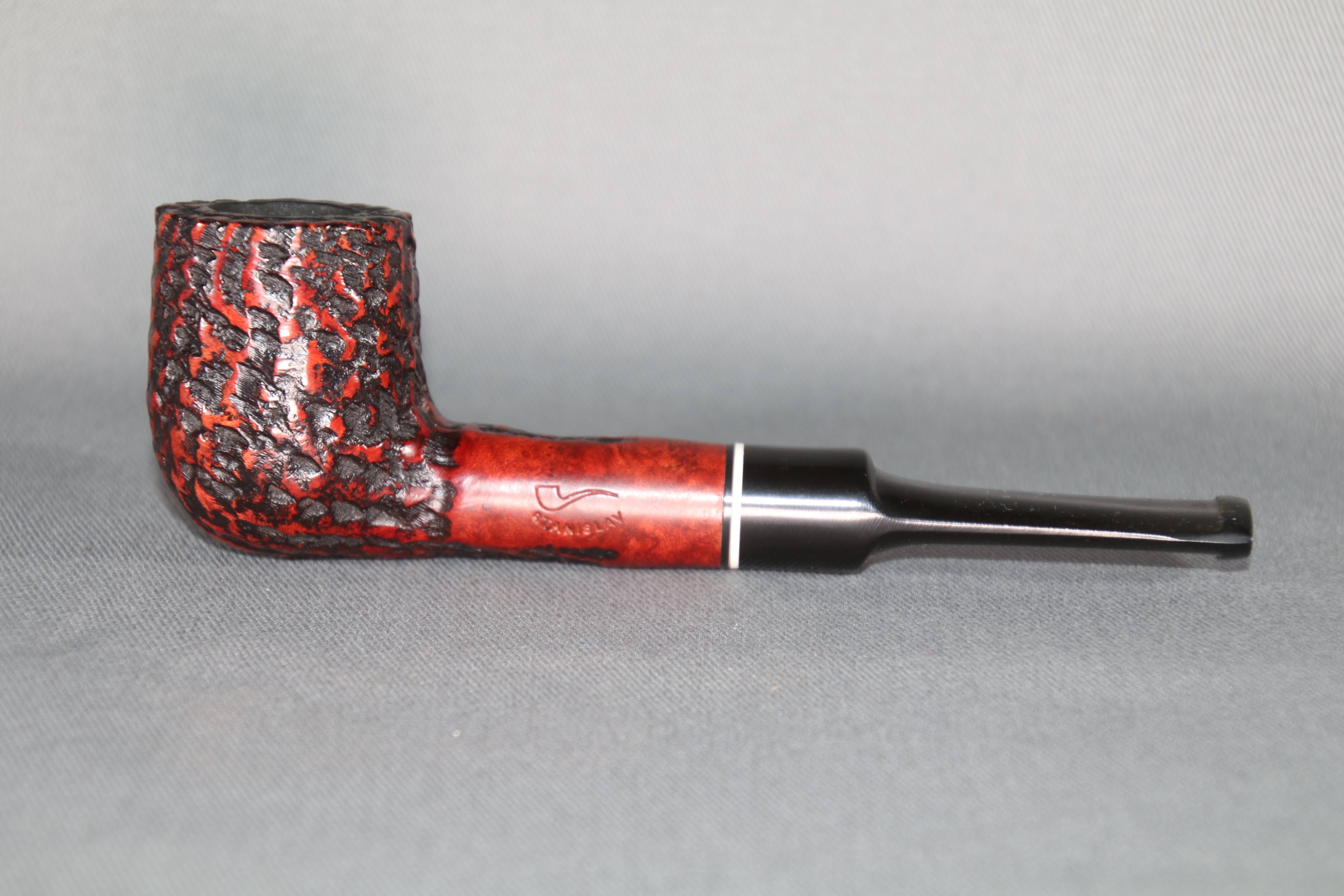
En pipa gjord av briarwood.

Pipor kan vara gjorda av träslaget trädljung. Materialet kallas då oftast briar, briarwood, eller på franska bruyère. Kvaliteten bedöms bland annat efter vikt, (avsaknaden av) små håligheter i ämnet som behöver kittas, samt ådringen, där en felfri "straight grain" anses vara finast, d.v.s. ådringen går rakt vertikalt från piphuvudets topp till botten, avskuren med tätt sittande "bird's eyes" - "fågelögon" i topp och botten.

## Historik
Rökning av torkade tobaksblad har förekommit i Amerika sedan förhistorisk tid. Redan på sin första resa stötte Christofer Columbus på olika former av tobaksbruk, bland annat rökning. Under 1500-talet spred sig piprökningen över Europa. Kritpipan var vanligast vid den tiden, men även pipor i metall med benskaft förekom. I slutet av 1700-talet blev långpipor, med huvud i sjöskum, silverlock och ledat munstycke på modet. Vid mitten av 1800-talet började de ersättas av modernare korta pipor.